# Maboroshi
Pour plus de détails, voir Fiche technique et Distribution.
Maboroshi (アリスとテレスのまぼろし工場, Arisu to Teresu no maboroshi kōjō) est un film japonais réalisé par Mari Okada, sorti en le 15 septembre 2023 au Japon. Il sort dans le monde entier le 15 janvier 2024 sur Netflix.

## Synopsis
Masamune Kikuiri est témoin de l'explosion de l'usine de la ville qui a pour effet de la figer dans le temps. Avec Mutsumi Sagami, ils rencontrent une enfant sauvage, Itsumi.

## Fiche technique
- Titre : Maboroshi
- Titre original : アリスとテレスのまぼろし工場 (Arisu to Teresu no maboroshi kōjō?)
- Réalisation : Mari Okada
- Scénario : Mari Okada
- Musique : Masaru Yokoyama
- Photographie : Yūsuke Tannawa
- Montage : Ayumu Takahashi
- Production : Manabu Ōtsuka
- Sociétés de production : Bushiroad, Cygames, Dentsu, Kadokawa Corporation, Lawson Group, Legs, Mainichi Newspapers, MAPPA, Movic, Nature Lab. et Warner Bros. Pictures Japan
- Pays :  Japon
- Genre : Animation, drame, romance et fantastique
- Durée : 111 minutes
- Dates de sortie : 
  - Japon : 15 septembre 2023[1]
  - Monde : 15 janvier 2024 (sur Netflix)

## Distribution

### Voix originales
- Jun'ya Enoki : Masamune Kikuiri
- Reina Ueda : Mutsumi Sagami
- Misaki Kuno : Itsumi
- Kōji Seto : Akimune Kikuiri
- Kento Hayashi : Tokimune Kikuiri
- Taku Yashiro : Daisuke Sasakura
- Tasuku Hatanaka : Atsushi Nitta
- Daiki Kobayashi : Yasunari Senba
- Ayaka Saitō : Yūko Sonobe
- Maki Kawase : Hina Hara
- Yukiyo Fujii : Reina Yasumi
- Setsuji Satō : Mamoru Sagami

### Voix françaises
- Gauthier Battoue : Masamune Kikuiri
- Adeline Chetail : Mutsumi Sagami
- Lévanah Solomon : Itsumi
- Damien Witecka : Akimune Kikuiri
- Damien Boisseau : Tokimune Kikuiri
- Maxime Baudouin : Daisuke Sasakura
- Augustin Bonhomme : Atsushi Nitta
- Tom Trouffier : Yasunari Senba
- Delphine Rivière : Yūko Sonobe
- Léana Montana : Hina Hara
- Lila Lacombe : Reina Yasumi
- Guillaume Lebon : Mamoru Sagami
- Valérie Siclay : Misato
- Laurent Gris : la radio

 Source et légende : version française (VF) sur RS Doublage et carton du doublage français.

## Inspiration
Le film s'inspire d'Alice au pays des merveilles de Lewis Carroll et de Ceux qui partent d'Omelas d'Ursula K. Le Guin.

## Prix et récompenses
Le film reçoit le Prix Mainichi du meilleur film d'animation de 2023 et le Prix Kabuku lors du festival international du film d'animation de Niigata de 2024.